# 莱夫·亨里克松
莱夫·亨里克松（瑞典語：Leif Henriksson，1943年12月26日—2019年3月15日），瑞典男子冰球运动员，场上位置是前锋。他曾代表瑞典国家队参加1968年冬季奥林匹克运动会冰球比赛，获得第4名。